# DZIDZIO

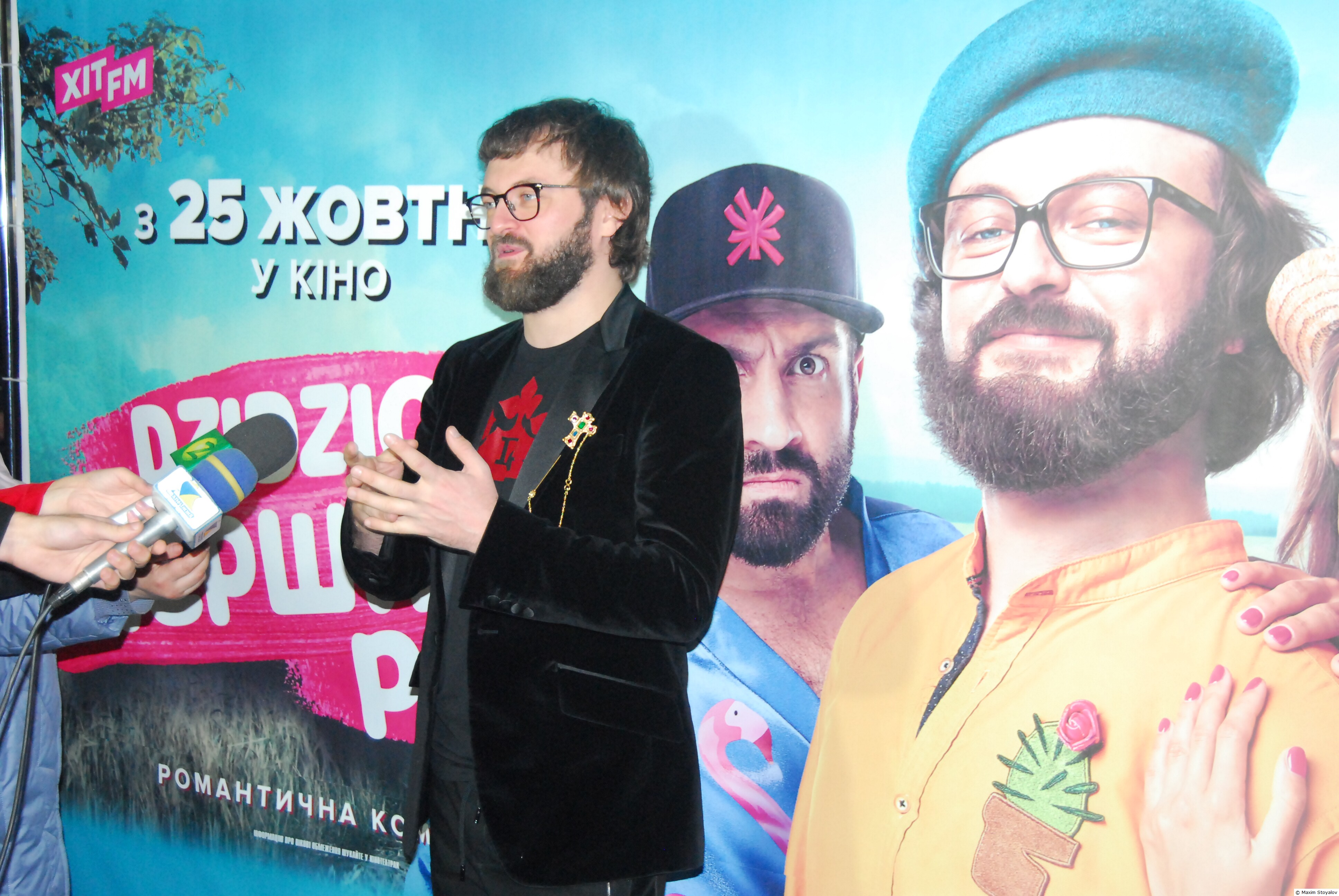
Презентація фільму DZIDZIO Перший раз, 2018.

DZIDZIO (укр. «Дзі́дзьо», діалектна назва дідуся) — український попгурт, створений у 2009 році за задумом і за підтримки Андрія Кузьменка та Олега Турка, на основі образу головного героя гурту, комедійного персонажа Дзідзя, придуманого Михайлом Хомою.
Виступає в жанрі «комедійного антигламурного попу». На додачу до літературної української, у своїх піснях також використовує діалект.
Наразі гуртом випущено три альбоми — «ХА-ХА-ХА», «DZIDZIO хіти» і «DZIDZIO Super-Puper» та знято низку кліпів і фільмів.
З 2017 року склад гурту складається з чотирьох музикантів — Дзідзьо, Лямура, Аґруса та Румбамбара.

## Історія гурту

### 2009—2012
Гурт DZIDZIO був створений у місті Новояворівську Львівської області 9 вересня 2009. Незабаром після появи пісні Кузьми «Старі фотографії» у виконанні DZIDZIO новий музичний проєкт увійшов до медійного простору України.
2009 року Кузьма написав для гурту музику та слова пісні «Ялта», яка згодом допомогла DZIDZIO набути популярності.
В Інтернеті Дзідзьо став популярним завдяки його широко відомим монологам про «свиню Мейсона», яка є «ідейним натхненником гурту». Фанклуб гурту в російській соцмережі ВК перевищував 200 тис., за рік кількість переглядів роликів гурту на офіційному каналі DZIDZIO в YouTube перевищила 11 млн.
2011 року в Іспанії відбулися зйомки кліпу на пісню «Сама-сама». Влітку 2012 року була проведена прем'єра кліпу на пісню «Ха-ха-ха» в столичному клубі «Byblos». На презентації кліпу кілька вебконференцій на відомих порталах та радіостанціях, інтернет-аудиторія спостерігала за концертом онлайн на офіційному каналі гурту в YouTube, а також було випущено додаток гурту для iPhone та Android.
У вересні 2012 року DZIDZIO відвідали щорічний «Октоберфест» у Мюнхені, де хлопці спілкувалися з місцевими поціновувачами пива і музики, а також гостями фестивалю зі всього світу, які запам'ятали гурт завдяки яскравим костюмам в стилі «Октоберфест» і живому виконанню пісень гурту.
20 листопада 2012 року гурт DZIDZIO випустив дебютний компакт-альбом під назвою «ХА-ХА-ХА».

### 2013—2015
Весну 2013 року хлопці зустріли з новою піснею «Сусіди», кліп якої музиканти презентували в середині березня. В ньому традиційно знялася героїня всіх кліпів гурту DZIDZIO, їхня муза — Надія. Також у березні гурт DZIDZIO випустив перший на українському музичному просторі персональний караоке-диск гурту у DVD-форматі.
18 травня 2013 року відбулась визначна подія в історії гурту — сольний концерт на стадіоні «Арена Львів». Концерт став знаковим для гурту DZIDZIO. Вони були першими на новому стадіоні, що був збудований до «Євро 2012», концерт відвідали 25 000 глядачів. Перед початком виступу глядачі мали змогу на великому екрані побачити мультфільм про створення гурту DZIDZIO під назвою «Народження легенди», який згодом також було презентовано на офіційному каналі гурту в YouTube. Фінальним акордом цього шоу стала прем'єра пісні «Мені повезло».
Восени 2013 року фронтмен групи був ведучим шоу «Співай, якщо зможеш» на Новому каналі. 8 грудня 2013 року гурт у повному складі взяв участь у музичному марафоні на Майдані Незалежності під час Революції гідності.
Влітку 2015 DZIDZIO представили новий кліп «Я їду до мами», знятий у Португалії. Влітку 2015 відбулось турне по Канаді.

### 2016— донині
У березні 2016 року гурт зі скандалом покинув один із засновників — Лесик. За словами Хоми, Лесик був не згоден із переїздом гурту до Києва, тому бажав продати свою частку майнових прав за 5 млн 200 тисяч гривень, яку інші учасники відмовились викуповувати. У результаті Лесик показово подарував на пресконференції УНІАН свою частку в гурті матері Андрія Кузьменка, а до гурту прийшов гітарист Орест Галицький під псевдонімом Лямур (хрещений батько Юлікового сина). За версією Музвар випадок розпаду групи та конфлікт між учасниками увійшов до ТОП-5 найвідоміших випадків розриву взаємин у музичній індустрії України.
У серпні 2017 року було презентовано широкому загалу повнометражний фільм під назвою «DZIDZIO Контрабас». У вересні 2017 склад покидає клавішник гурту Юлік, натомість до гурту приєднуються брати Гуляки: новим клавішником став Володимир Гуляк (Аґрус), а новим ударником — Сергій Гуляк (Румбамбар).
У 2019 році, за даними TopHit, DZIDZIO зібрав 53 527 481 перегляд в YouTube.
21 серпня 2020 року соліст гурту DZIDZIO  Михайло Хома виконав гімн України з Молодіжним симфонічним оркестром. У серпні 2020 році соліст гурту DZIDZIO Михайло Хома отримав від президента Володимира Зеленського звання Заслуженого артиста України.

## Склад

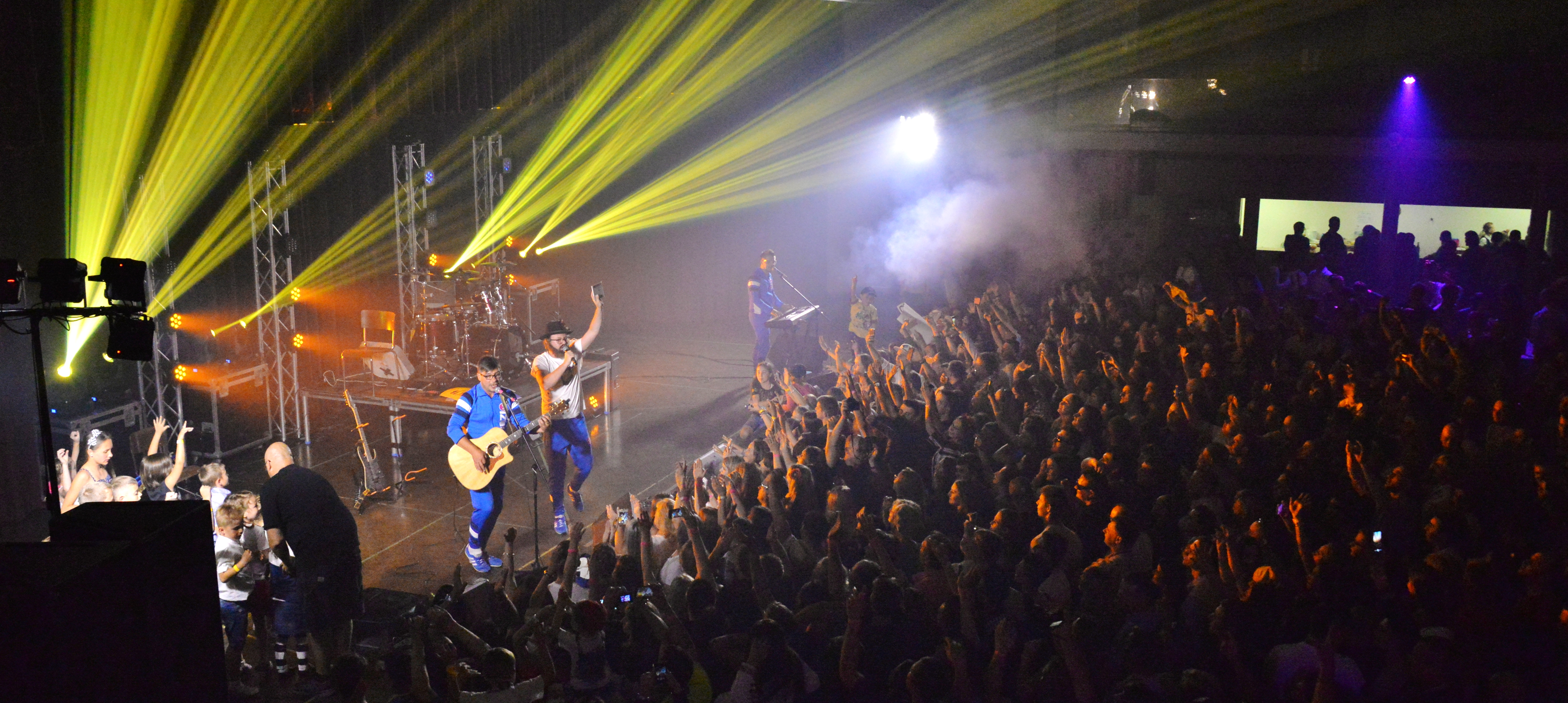
Концерт у Торонто

Музиканти:
- «Дзідзьо» — Михайло Хома (2009 — донині) — вокал, засновник та лідер гурту;
- «Лямур»  — Орест Галицький (2016 — донині)  — гітара, бек-вокал;
- «Аґрус»  — Володимир Гуляк (2017 — донині)  — клавішні, бек-вокал;
- «Румбамбар»  — Сергій Гуляк (2017 — донині)  — барабани.

Цікаво, що Аґрус та Румбамбар — рідні брати. До керівництва гурту входять концертний директор Андрій Любий та звукорежисер Сергій Либа.

### Колишні учасники
- «Лесик» — Олег Турко (2009—2016[14]) — гітара, бек-вокал, засновник гурту.
- «Юлік» — Назарій Гук (2012 — 2017[9])  — клавішні, бек-вокал.

## Альбоми

### 2018— «DZIDZIO SUPER-PUPER»
| №  | Назва                              | Автор музики  | Автор тексту         |
| -- | ---------------------------------- | ------------- | -------------------- |
| 1  | Банда-Банда                        | М. Хома       | М. Хома              |
| 2  | Вихідний                           | М. Хома       | М. Хома              |
| 3  | 108                                | М. Хома       | М. Хома, Я. Товстига |
| 4  | Птахоподібна                       | М. Хома       | М. Хома              |
| 5  | Marsik                             | М. Хома       | М. Хома, В. Парфенюк |
| 6  | Маршрутка                          | А. Кузьменко  | А. Кузьменко         |
| 7  | Не матюкайся                       | М. Хома       | М. Хома, В. Парфенюк |
| 8  | Не матюкайся (Concert Version)     | М. Хома       | М. Хома, В. Парфенюк |
| 9  | Я їду до мами                      | М. Хома       | М. Хома              |
| 10 | Чекаю. Цьом (feat Оля Цибульська)  | О. Цибульська | О. Цибульська        |
| 11 | Розлук не буде (feat Іван Попович) | Б. Грицак     | Б. Грицак            |

### 2014— «DZIDZIO Хіти»
| №  | Назва                                         | Автор музики      | Автор тексту         |
| -- | --------------------------------------------- | ----------------- | -------------------- |
| 1  | Я і Сара                                      | М. Хома           | М. Хома              |
| 2  | Сусіди                                        | М. Хома           | М. Хома              |
| 3  | Павук                                         | М. Хома           | М. Хома, В. Парфенюк |
| 4  | А я — а я                                     | М. Хома           | М. Хома              |
| 5  | 3 в 1                                         | М. Хома           | М. Хома              |
| 6  | Мені повезло                                  | М. Хома           | М. Хома              |
| 7  | Ja cie kocham                                 | М. Хома, О. Турко | М. Хома, О. Турко    |
| 8  | Кобіта                                        | М. Хома           | В. Баранов           |
| 9  | Василина                                      | І. Попович        | А. Драгомирецький    |
| 10 | Старий Рік минає                              | народ             | народ                |
| 11 | Каділак (DJ Ozeroff & DJ Sky Edit)            | М. Хома           | М. Хома              |
| 12 | Das ist gut fantastisch (Dawson & Creek Edit) | М. Хома, О. Турко | М. Хома, О. Турко    |
| 13 | Я і Сара (DJ Ozeroff & DJ Sky Edit)           | М. Хома           | М. Хома              |
| 14 | Павук (DJ Ozeroff & DJ Sky Edit)              | М. Хома           | М. Хома, В. Парфенюк |

### 2012— «ХА-ХА-ХА»
| №  | Назва                   | Автор музики      | Автор тексту      |
| -- | ----------------------- | ----------------- | ----------------- |
| 1  | А я — а я               | М. Хома           | М. Хома           |
| 2  | Ялта                    | А. Кузьменко      | А. Кузьменко      |
| 3  | Сама-сама               | М. Хома, О. Турко | М. Хома, О. Турко |
| 4  | Гопа-гопа               | А. Кузьменко      | А. Кузьменко      |
| 5  | Кобіта                  | М. Хома           | В. Баранов        |
| 6  | Каділак                 | М. Хома           | М. Хома           |
| 7  | Буську                  | М. Хома, О. Турко | М. Хома, О. Турко |
| 8  | Ja cie kocham           | М. Хома, О. Турко | М. Хома, О. Турко |
| 9  | Голі дівчата            | А. Кузьменко      | А. Кузьменко      |
| 10 | Серенада                | О. Турко          | О. Турко          |
| 11 | Das ist gut fantastisch | М. Хома, О. Турко | М. Хома, О. Турко |
| 12 | ХА-ХА-ХА                | М. Хома, О. Турко | М. Хома           |
| 13 | Старі фотографії        | А. Кузьменко      | А. Кузьменко      |
| 14 | Ja cie kocham (Live)    | М. Хома, О. Турко | М. Хома, О. Турко |

## Сингли
| Назва                                            | Автор музики        | Автор тексту  | Рік  |
| ------------------------------------------------ | ------------------- | ------------- | ---- |
| Зимова казка                                     | М. Хома             | М. Хома       | 2020 |
| Киця (з Олею Цибульською)                        | О. Цибульська       | О. Цибульська | 2020 |
| Молитва за Україну                               | М. Лисенко          | О. Кониський  | 2020 |
| Я люблю тебе, Київ                               | М. Хома             | М. Хома       | 2020 |
| Я Міліонер                                       | М. Хома             | М. Хома       | 2019 |
| Мучениці (feat HighUp5)                          | А. Пустовий         | А. Пустовий   | 2019 |
| Моя ЛЮБОВ                                        | М. Хома             | М. Хома       | 2018 |
| Ja cie kocham (sympho version) (feat A. Dolesko) | М. Хома, А. Долеско | М. Хома       | 2015 |

## Музичні відео
| Рік  | Назва кліпу                                | Режисер                | Оператор            | Автор сценарію                                     |
| ---- | ------------------------------------------ | ---------------------- | ------------------- | -------------------------------------------------- |
| 2020 | Зимова казка                               | Тарас Дронь            | Тимофій Аврамчук    | Тарас Дронь, Сергій Либа, Михайло Хома, Діана Юраш |
| 2020 | Киця                                       | Роксолана Кравчук      | Антон Борисенко     |                                                    |
| 2020 | Я люблю тебе, Київ                         | Брюс Парамор           |                     |                                                    |
| 2019 | Я Міліонер                                 | Л. Левицький           | О. Хорошко          | Л. Левицький                                       |
| 2018 | Моя ЛЮБОВ                                  | І. Грабар              | О. Рощин, Є. Ушаков | І. Грабар                                          |
| 2017 | Вихідний                                   | Л. Колосовський        | В. Воронін          | М. Хома, Л. Колосовський                           |
| 2017 | Чекаю. Цьом                                | Д. Маніфест, Д. Шмурак | Д. Маніфест         |                                                    |
| 2017 | Банда-Банда                                | В. Шурубура            | О. Рощин            | В. Шурубура, М. Хома                               |
| 2017 | Не матюкайся                               | В. Правдін             | В. Мельник          | Pravdin Production                                 |
| 2016 | 108                                        | Л. Левицький           | О. Хорошко          | Л. Левицький, М. Хома                              |
| 2016 | Птахоподібна                               | В. Шурубура            | О. Рощин            | В. Шурубура                                        |
| 2016 | MARSIK                                     | С. Ткаченко            | О. Хорошко          | С. Ткаченко                                        |
| 2015 | Я їду до мами                              | О. Денисенко           | О. Рощин            | Лі Леман (Lee Lamen), О. Денисенко                 |
| 2015 | 3 в 1                                      | І. Бутилюк             | І. Бутилюк          | І. Бутилюк                                         |
| 2014 | Павук                                      | М. Хома                | О. Поздняков        | М. Хома                                            |
| 2013 | Старий рік минає                           | В. Шурубура            | А. Винник           | В. Шурубура, А. Винник                             |
| 2013 | Я і Сара                                   | В. Шурубура            | В. Шурубура         | В. Шурубура, А. Винник                             |
| 2013 | Мені повезло                               | О. Денисенко           | О. Рощин            | О. Денисенко                                       |
| 2013 | Сусіди                                     | В. Шурубура            | В. Шурубура         | В. Шурубура                                        |
| 2012 | Das ist gut fantastisch (Internet version) | В. Шурубура            | В. Шурубура         | В. Шурубура                                        |
| 2012 | ХА-ХА-ХА                                   | В. Шурубура            | В. Шурубура         | М. Хома                                            |
| 2012 | Каділак                                    | В. Шурубура            | В. Шурубура         | В. Шурубура, М. Хома                               |
| 2011 | Сама-сама                                  | В. Шурубура            | В. Шурубура         | В. Шурубура                                        |
| 2011 | Ялта                                       | В. Шурубура            | В. Шурубура         | В. Шурубура                                        |
| 2009 | Старі фотографії                           | В. Єрмоленко           |                     |                                                    |

## Фільми
Гурт заснував студію «DZIDZIOFILM», що займається зйомками кліпів та фільмів.
| Рік  | Назва                        | Режисер                   | Оператор          | Автор сценарію                                                                                     |
| ---- | ---------------------------- | ------------------------- | ----------------- | -------------------------------------------------------------------------------------------------- |
| 2021 | Де гроші                     | Михайло Хома              | Юрій Король       | Сергій Алімов, Тарас Дронь, Сергій Либа, Павло Остріков, Кирило Тимченко, Михайло Хома, Діана Юраш |
| 2018 | DZIDZIO Перший раз           | Михайло Хома, Тарас Дронь | Олександр Рощин   | Михайло Хома, Тарас Дронь, Сергій Либа, Діана Юраш                                                 |
| 2017 | DZIDZIO Контрабас            | Олег Борщевський          | Дмитро Юріков     | Володимир Нагорний, Михайло Хома, Сергій Лавренюк, Павло Сушко                                     |
| 2016 | MARSIK (без цензури)         | М. Хома                   | О. Рощин          | М. Хома                                                                                            |
| 2015 | Я їду до мами                | М. Хома                   | О. Рощин          | М. Хома                                                                                            |
| 2014 | Ангели чудяться              | М. Хома, Т. Дронь         | О. Рощин          | М. Хома                                                                                            |
| 2014 | Павук (без цензури)          | М. Хома, Т. Дронь         | О. Поздняков      | М. Хома                                                                                            |
| 2013 | Лист до Миколая              | М. Хома, Т. Дронь         | М. Хома, Т. Дронь | М. Хома                                                                                            |
| 2013 | Повна срака (без цензури)    | В. Шурубура               | В. Шурубура       | М. Хома                                                                                            |
| 2013 | Народження легенди (мультик) | студія KEMEO              | студія KEMEO      | студія KEMEO                                                                                       |
| 2012 | ХА-ХА-ХА (без цензури)       | В. Шурубура               | В. Шурубура       | М. Хома                                                                                            |
| 2012 | Каділак (без цензури)        | В. Шурубура               | В. Шурубура       | М. Хома, О. Турко                                                                                  |
| 2011 | Сама-сама (без цензури)      | В. Шурубура               | В. Шурубура       | М. Хома                                                                                            |
| 2011 | Ялта (без цензури)           | В. Шурубура               | В. Шурубура       | О. Турко                                                                                           |

## Нагороди і номінації
| Рік  | Премія                | Номінація                       | Результат | Примітки                               | Дж.    |
| ---- | --------------------- | ------------------------------- | --------- | -------------------------------------- | ------ |
| 2013 | YUNA                  | Найкращий гурт                  | Номінація |                                        |        |
| 2014 | YUNA                  | Найкращий гурт                  | Номінація |                                        |        |
| 2015 | M1 Music Awards       | Спеціальна премія порталу M1.TV | Перемога  | кліп «Сусіди»                          |        |
| 2016 | M1 Music Awards       | Найкращий гурт                  | Номінація |                                        |        |
| 2016 | YUNA                  | Найкращий поп-гурт              | Номінація |                                        |        |
| 2016 | YUNA                  | Найкращий менеджмент артиста    | Номінація | Meison Entertainment                   |        |
| 2017 | M1 Music Awards       | Найкращий проект                | Номінація | пісня «Чекаю. Цьом» з Олею Цибульською |        |
| 2017 | M1 Music Awards       | Найкращий виступ на церемонії   | Номінація | пісня «Чекаю. Цьом» з Олею Цибульською |        |
| 2017 | YUNA                  | Найкращий поп-гурт              | Номінація |                                        |        |
| 2017 | YUNA                  | Найкращий дует                  | Номінація | пісня «Чекаю. Цьом» з Олею Цибульською |        |
| 2017 | YUNA                  | Найкращий менеджмент артиста    | Номінація | Meison Entertainment                   |        |
| 2017 | Хвиля Країни          | Найкраща пісня в жанрі «гумор»  | Перемога  | пісня «Вихідний»                       | [ 17 ] |
| 2018 | Золота Жар-птиця      | Найкращий поп-гурт              | Перемога  |                                        | [ 18 ] |
| 2018 | Золота Жар-птиця      | Найкращий хіт                   | Номінація | пісня «Чекаю. Цьом» з Олею Цибульською | [ 18 ] |
| 2018 | Золота Жар-птиця      | Народний хіт                    | Номінація | пісня «Чекаю. Цьом» з Олею Цибульською | [ 18 ] |
| 2018 | Музична платформа     | Найкраща пісня                  | Перемога  | пісні «Банда-Банда» та «Чекаю. Цьом»   |        |
| 2018 | Хвиля Країни          | Найкраща чоловіча пісня         | Номінація | пісня «Моя любов»                      | [ 19 ] |
| 2019 | Музична платформа     | Найкраща пісня                  | Перемога  | пісня «Я Міліонер»                     |        |
| 2019 | M1 Music Awards       | Найкращий гурт                  | Номінація |                                        |        |
| 2019 | Українська пісня року | Найкраща пісня                  | Перемога  | пісня «Вихідний»                       | [ 20 ] |
| 2019 | Top Hit Music Awards  | Відкриття року YouTube Ukraine  | Перемога  |                                        |        |

## Цікаві факти
- Пісня «Істерика» була записана спільно з VovaZiL'vova, проте на радіо вийшла версія без участі репера.
- Михайло Хома, лідер та вокаліст гурту, у своїх «монологах», завдяки яким одержав першу популярність, використовував надсянський говір. Крім того, послуговувався ненормативною лексикою. В «Мацьоньці» розповідає про сексуальну авантюру під час поїздки до Києва. В інших історіях головним героєм поряд із ним є підсвинок, на ймення Мейсон. «Мейсон четвертій» вийшов на радіо в цензурному вигляді.
- На сцені лідер гурту, на відміну від колег, з'являвся з накладними бородою та вусами. З 2016 року Дзідзьо виступає зі справжньою бородою. Михайло Хома є другом дитинства Андрія Кузьменка (Кузьми), якого вважає «першою вчителькою» (і який згадується в третьому та четвертому «Мейсонах»). Натомість інший давній колега Кузьми та колишній учасник гурту «Скрябін» Андрій Підлужний, що з'явився на телеканалі М1 у образі бороданя діда Андрона ще 2003 року, звинувачує Хому у плагіаті. Мовляв образ Дзідзя — це «злизаний» дід Андрон.[21]
- Пісня «Гопа-гопа» була переспівана польськими гуртами «Cliver» та «Liderdance».
- Після виходу пісні «Ялта» в інтернеті з'явилася пародія з назвою «Слатино», а також пародія від соліста гурту «Красная плесень» Сергія Левченка під назвою «Квасим», в яких також використовувався суржик.
- Талісманом гурту хлопці вважають дівчину Надію, яка знялась у кожному їхньому кліпі.
- П'ятак (рило) свині Мейсона є символом гурту.
- 18 травня 2013 р. ТМ «ЛІМО» разом зі співаком офіційно презентувала морозиво «Dzidzio»[22].
- Канал DZIDZIO в YouTube має майже 400 млн переглядів.
- Пісня «Сама-сама» прозвучала в 2-й серії серіалу «Слуга народу».
- Соліст групи з'являється в серіалі «Слуга народу» в 2-й і 3-й серіях першого сезону.
- 27 лютого 2016 року на каналі СТБ стартувала прем'єра талант-шоу «Україна має талант. Діти» (8 сезон), де Дзідзьо є новим членом журі.
- 4 березня 2017 року розпочався другий сезон дитячого талант-шоу «Україна має талант. Діти» за участі Дзідзя як члена журі.[23]
- 31 серпня 2017 року в загальнонаціональний прокат вийшов повнометражний фільм «DZIDZIO Контрабас». Партнером та співпродюсером проекту виступив телеканал «Сонце».[24]
- На початку 2018 року анонсовано зйомки другого повнометражного фільму «DZIDZIO Перший раз».

## Зауваги
1. ↑  в більшості пісень гурту присутній суржик[1]